# 郭欽止
郭欽止（?—?），字德誼。婺州東陽郭宅（今東陽市湖溪鎮郭宅）人。
早年與张九成交遊，轻财好施。有县学创建书阁，钦止大力贊助，還用家中之藏书以充实之。但屡试不第。紹興十八年（1148）創辦石洞書院，延聘叶适主講，朱熹、吕祖谦、魏了翁先後來此聽講。朱熹曾四次客居东阳，並在此改定《大学章句集注》。叶适称其“以学易游，而不以物乐厚其身，以众合独，而不以地胜私其家”。郭欽止死後，朱熹為其撰寫墓志銘。